# Adolf Fredrik I av Mecklenburg-Schwerin
Adolf Fredrik I, född den 15 december 1588 i Schwerin, död där den 27 februari 1658, var hertig av Mecklenburg. Han var far till Kristian Ludvig I av Mecklenburg-Schwerin och Adolf Fredrik II av Mecklenburg-Strelitz.
Adolf Fredrik I var son till hertig Johan VII av Mecklenburg-Schwerin och hertig Adolfs av Holstein dotter Sofia. Han efterträdde fadern 1592, men stod under förmyndare till 1608. I trettioåriga kriget avsattes (1628) de båda hertigarna Adolf Fredrik I av Mecklenburg-Schwerin och hans bror Johan Albrekt II av Mecklenburg-Güstrow till följd av sina förbindelser med Danmark. Kejsaren förpantade 1627 hela Mecklenburg till Wallenstein, som 1629 erhöll det som ärftligt län. Med deras kusin Gustav II Adolfs hjälp återvände de fördrivna hertigarna 1631, och Pragfreden (1635) återinsatte dem i deras arvländer.